# Felix Schumann
Pour les articles homonymes, voir Schumann (homonymie).
Walter Alfred Felix Schumann, né le 11 juin 1854 à Düsseldorf et mort le 18 février 1879 à Francfort-sur-le-Main) est un poète prussien et le dernier enfant de Robert et Clara Schumann. Trois de ses poèmes sont mis en musique par Johannes Brahms.

## Biographie
En février 1854, Robert Schumann se jette dans le Rhin, après quoi il est transporté à l’hôpital psychiatrique d’Endenich, près de Bonn. Felix Schumann ne connaìt donc jamais son père, à qui la nouvelle de sa naissance n'est communiquée que très tardivement. Le prénom Felix lui est donné en l'honneur de Felix Mendelssohn, ami très proche de la famille Schumann. Interné à l’hôpital, Robert Schumann laisse sa femme seule avec ses six enfants. Le seul soutien de Clara est Johannes Brahms, qui sera le parrain de Felix lors de son baptême le 1er janvier 1855. Robert Schumann a des nouvelles de son dernier fils par les lettres de sa femme. En 1856, Robert Schumann meurt. Pour Johannes Brahms, Felix est comme un fils[réf. nécessaire].
Dans un premier temps, Felix veut devenir musicien, mais il est vite détourné de cette idée par sa mère et par le violoniste Joseph Joachim. Il poursuit des études à Berlin. En raison des activités professionnelles de Clara, les membres de sa famille sont souvent séparés, mais leur correspondance témoigne de leurs relations très étroites (particulièrement entre lui et sa sœur aînée Marie). Felix décide de se rendre en Angleterre pour y étudier le droit. À cette époque, sa mère se trouve également en Angleterre, en tournée. Pendant leur séjour là-bas, sa sœur Julie meurt de tuberculose à Paris[réf. nécessaire]. Felix donne des cours de musique et commence à écrire des poèmes. En 1872, on lui diagnostique une tuberculose pulmonaire. Il séjourne en Italie pendant un certain temps dans l’espoir de repousser cette maladie mortelle. En 1877, déjà très atteint, il délaisse ses études de droit pour la philosophie. Il continue d’écrire, mais seuls les poèmes mis en musique par Brahms sont publiés de son vivant. En 1878, sa santé décline. De l’hôpital, on l’amène à Francfort, où sa mère a déménagé. Dans son journal intime, Clara note qu’il est mort le 16 février 1879. La date officielle de décès du 18 février est probablement la date de son enterrement à Francfort.

## Œuvres

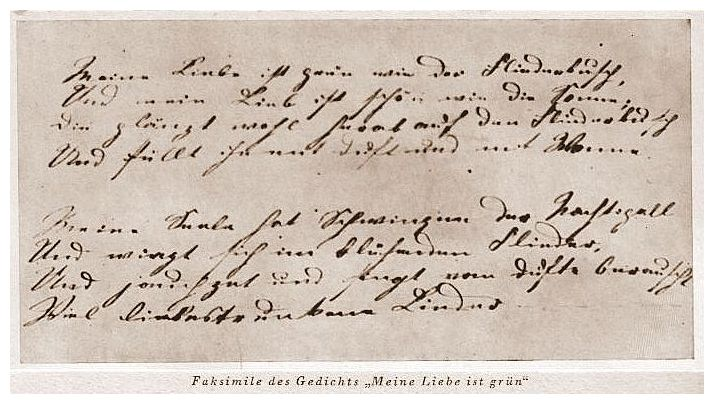
Manuscrit d'un poème de Felix Schumann,
Mon amour est vif comme le buisson de lilas.

Son plus célèbre poème est Meine Liebe ist grün wie der Fliederbusch [Mon amour est vif comme le buisson de lilas], mis en musique par Johannes Brahms; ce dernier a aussi composé deux autres lieder sur ses poèmes Wenn um den Holunder der Abendwind kost [Quand le vent du soir souffle autour du sureau] et Versunken (Es brausen der Liebe Wogen) [Perdu (Les vagues de l’amour rugissent)].
Felix Schumann a également écrit L’Âge d'or, Un interlude, etc. ainsi que Cejanus, tragédie en cinq actes, et le texte de la cantate Pénélope[réf. nécessaire].